# 하나라
하(夏 , 기원전 2070년경 ~ 기원전 1600년경)는 상나라 이전 중국에 수백 년간 존재했다고 기록된 반전설적인 나라이다. 그 연대는 하상주단대공정에 의해 기원전 2070년경에서 기원전 1600년까지로 추정한다. 하 당대의 문헌자료는 남아있지 않으며, 대체로 중국 사학계에서는 얼리터우 문화를 하왕조의 것으로 비정하고 하나라의 실존을 주장하나 중국 외부에서는 아직 널리 받아들여지지 않는다. 이와 관련된 대한민국의 연구서로는 `중국 하왕조에 대한 簡略한 이해(2004)` 등이 있다.

## 개요
중국 전설상의 왕조이다. 오제(五帝)의 한 사람인 요임금의 말년, 홍수가 일어나 우임금(禹)이 치수 사업에 성공했다. 그 공으로 순임금(舜)이 죽은 후, 제후(諸侯)들이 받들어 왕위에 오르고 하 왕조를 열어 이후 17대에 이어졌다. 우는 제위를 민간의 현자에게 양도하려 했으나, 제후들이 우의 아들 계(啓)를 추대하여 이때부터 선양제(禪讓制)가 없어지고 상속제에 의한 왕조가 출현했다. 17대의 걸왕 때에는 정치가 포악해지고 민심을 잃어 상(商)나라의 탕왕(湯王)에 의해 멸망하였다. 하(夏)의 소재지를 산시(山西)·산둥·허난 등으로 추측하는 학설이 있으나, 확실하지 않다.

## 역사

### 우의 창업
하왕조의 시조가 되는 우는 오제의 손자 중 한 명이다. 요의 시대에 우는 치수 사업에 실패한 아버지의 뒤를 이어 순에게 추천 받는 형태로 황하의 치수 사업을 맡았고 공적을 이루어 크게 인정받았다.
순은 덕망이 높았던 우를 후계자로 생각하고 있었다. 순이 사망한 후 3년 상을 치른 우는 순의 아들인 상균을 제위에 앉히려고 했지만 제후들이 상균을 순의 후계자로 인정하지 않았기 때문에 우가 제위에 즉위하였다. 양성을 도성으로 정했다. 우의 성은 사(姒)였지만 왕조 창시 후에 하후(夏后)로 바꾸었다.
우는 즉위 후 잠시동안 무기 생산을 그만두고 궁전의 대증축을 한동안 재고하였으며 관문과 시장에 걸려있는 여러 세금을 면제했다. 또한 지방에 도시를 만들었고 번잡한 제도를 폐지해 행정을 간략화했다. 이 결과 중국 안에서는 물론 밖에서도 조공을 청하러 오게 되었다. 또한 우는 여러 하천을 정비했고 주변의 토지를 경작해 초목을 육성하였으며 중앙과 동서남북의 차이를 기(旗)로써 사람들에게 나타냈고 옛 방식도 답습해 전국을 나누고 9주를 두었다. 우는 검약 정책을 취했고 스스로 솔선수범하였다.
죽서기년에 의하면 45년 동안 재위에 있었다고 한다.
즉위 후 고요(皋陶)가 정치를 보좌하도록 했지만 고요의 사망으로 익(伯益)이 조정을 보좌하였다.

### 최초의 세습왕조
우가 사망한 후 익이 후계자가 되었지만 익이 집정에 익숙하지 않아서 제후들은 우의 아들인 계를 제위에 앉혔다. 이것이 중국 역사상 최초의 왕위의 세습으로 여겨진다. 제위에 오른 계는 유호씨가 복종하지 않자 이를 토벌하였다.
계가 사망한 후 아들 태강이 제위를 계승했지만 사기에 의하면 '나라를 잃었다'라고 기록되는 등 국세의 쇠퇴를 볼 수 있다. 태강이 사망한 후 남동생 중강이 뒤를 이었다. 중강 때에 제후인 희씨와 화씨가 음락에 빠져 있었으므로 윤(胤)에게 명해 희씨와 화씨를 토벌하였다.
사기에 중강 이후의 왕들의 사건에 대해서는 특별히 전하고 있지 않다.

### 하나라의 쇠퇴와 멸망
하의 14대 왕인 공갑은 성격이 음란하고 귀신을 흉내내는 것을 좋아해 인심은 하왕조로부터 멀어져 갔다고 기록되어 있다.
또 걸은 인덕이 부족해 무력으로 제후와 민중을 억압해 인심의 배반을 불렀다. 또 상나라의 탕을 불러내 투옥시켰다. 탕은 덕으로써 나라를 다스려서, 제후들이 그의 밑에 모였으며 마침내 걸을 쫓아냈다. 걸은 명조로 도망쳤지만 객사했다. 이 걸에 관한 전설은 상나라의 주와 지나치게 비슷해서 후세에 만들어진 전설이라는 주장도 있다.
또 마지막 임금이 계속 방탕생활을 하여 천벌 또는 반란으로 멸망했다는 설도 있다.
상나라의 탕왕은 제위에 즉위하면서 하나라의 혈통을 받은 사람들을 하정(夏亭)에 봉했다. 주나라 때에는 기나라(杞)의 제후로 봉해졌다.

## 하나라의 도읍지
반유목적·반농경적 사회였던 하나라는 그 특성에 따라 도읍지나 거주지를 이동하였으며, 이동할 때마다 젊은 남자가 수령의 지위로 거주의 이동을 주도하였다.
| 하나라 도읍지 변천표                           | 하나라 도읍지 변천표            | 하나라 도읍지 변천표 | 하나라 도읍지 변천표 |
| 국왕                                           | 당시의 지명                     | 현재의 지명 |                      |
| ---------------------------------------------- | ------------------------------- | --- | -------------------- |
| 곤(鯀)                                         | 대하(大夏)                      | 산서성(山西省) 운성시(運城市) 하현(夏縣)                                                                                              |                      |
| 곤(鯀)                                         | 숭(崇)                          | 하남성(河南省) 낙양시(洛陽) 숭현(嵩縣)                                                                                                |                      |
| 우(禹)                                         | 고밀(高密 = 밀도(密都))         | 하남성 낙양시 신안현(新安縣) 경내. |                      |
| 우(禹)                                         | 양성(陽城 ※양성 양적(陽城陽翟)) | 하남성 등봉시(登封市) 고성진(告成鎭)                                                                                                  |                      |
| 우(禹)                                         | 양적                            | 하남성 허창시(許昌市) 우주시(禹州市)                                                                                                  |                      |
| 우(禹)                                         | 진양(晉陽 ※진양 평양(晉陽平陽)) | 산서성 태원시(太原市) 진원진(晉源鎭)                                                                                                  |                      |
| 우(禹)                                         | 린펀시                          | 산서성 임분시(臨汾市) 서남쪽. |                      |
| 우(禹)                                         | 안읍(安邑 ※대하 안읍(大夏安邑)) | 산서성 운성시 하현 동북쪽. |                      |
| 계(啓), 태강(太康)                             | 양적                            | 윗줄과 동일. |                      |
| 태강, 중강(中康)                               | 짐심(斟鄩)                      | 1. 하남성 낙양시 노성구(老城區) 동쪽 18 km 이리두 유적(二里頭遺跡) 2. 하남성 공의시(鞏義市) 서남쪽 29km 지전진(芝田鎭) 초시촌(稍柴村) |                      |
| 상(相)                                         | 제구(帝丘)(= 상구(商丘)         | 하남성 복양시(濮陽市)서남쪽. |                      |
| 상(相)                                         | 짐심                            | 윗줄과 동일. |                      |
| 예(羿)                                         | 서(鉏)                          | 일설로는 현재 하남성 활현(滑縣) |                      |
| 예, 한착(寒浞)                                 | 궁석(窮石)                      | 하남성 낙양시 남쪽. |                      |
| 소강(少康)                                     | 윤(綸 = 윤읍(綸邑))             | 하남성 상구시(商丘市) 우성현(虞城縣) 서쪽.                                                                                            |                      |
| 소강(少康)                                     | 하읍(夏邑)                      | 하남성 상구시 하읍현(夏邑縣) |                      |
| 소강(少康)                                     | 제구(帝丘)                      | 윗줄과 동일. |                      |
| 저(杼)                                         | 원(原)                          | 일설로는 현재 하남성 제원시(濟源市) 서북쪽 2 km 묘가(廟街) 원성(原城)                                                                 |                      |
| 저, 괴(槐), 망(芒), 설(泄), 불강(不降), 경(扃) | 노구(老丘)                      | 하남성 개봉시(開封市) 개봉현(開封縣) 진류진(陳留鎭)                                                                                   |                      |
| 근(廑), 공갑(孔甲), 고(皋), 발(發)             | 서하(西河)                      | 일설로는 현재 하남성 안양시(安陽市) 동남쪽.                                                                                           |                      |
| 걸(桀)                                         | 짐심                            | 윗줄과 동일. |                      |
| 걸(桀)                                         | 하남(河南)                      | 일설로는 현재 하남성 낙양시 노성구 동쪽 18km 이리두유적                                                                               |                      |

## 역대 군주
- 우(禹) : 하나라의 개국 군주로, 요순임금의 하나인 순왕으로부터 왕위를 물려받고, 부자상속제를 확립하였다.
- 계(啓) : 우의 아들, 태강과 중강의 아버지
- 태강(太康) : 고분죽서기본에 의하면, 짐심으로 도읍을 정했다고 한다. 우왕의 손자이지만, 우왕과는 달리 사치에만 힘을 써 백성의 신망을 잃었다. 태강이 부하들과 사냥을 나간 사이, 하나라의 제후였던 유궁(有窮)의 후예라는 자가 반역하여 도성을 점령하였다. 태강은 몸을 피하여 주변의 제후들에게 원조를 요청하였으나 모두 거절당하고 쫓기는 인생을 살다가 죽는다.
- 중강(中康) : 태강의 동생으로, 후예에 의해 왕으로 옹립되었다. 그러나 후예와의 권력다툼 끝에 왕위에서 쫓겨난다.
- 상(相) : 중강의 아들로 중강이 죽은 후, 제구(帝邱)에서 하나라의 유신들에게 왕으로 옹립된다. 그러나 후예의 토벌로 성이 포위되었을 때 자살한다.
- 후예(后羿) : 원래는 하나라의 제후로 궁술의 명인이었다. 태강이 민심을 잃자, 그가 사냥을 나간 틈을 타 도성을 점령하고 태강의 동생 중강을 옹립하였다. 그러나 중강은 후예의 부하인 희화를 쫓아내고, 백봉(伯封)이라는 제후를 이용해 후예를 견제하려 했다. 이렇게 중강이 자신의 손을 벗어나 자립할 움직임을 보이자 후예는 중강을 쫓아내고 직접 왕위에 올랐으며, 백봉 등 중강을 지지했던 제후들을 탄압하였다. 왕위에 오른 뒤에는 백봉의 어머니이자 천하의 미인인 현처(玄妻)를 왕비로 삼았다. 현처는 아들의 원수를 갚기 위해 야심가인 한착을 끌여들였다. 현처는 한착과 정을 통해 계획을 세웠고, 자신의 세상이라고 넋을 놓고 있던 후예를 죽이고 한착을 왕으로 세웠다.
- 한착(寒浞) : 원래는 후예의 부하이나, 후예가 왕이 된 후 정사를 돌보지 않고 문란한 생활에 빠져있는 것을 보고 현처와 공모하여 후예를 죽이고 스스로 왕위에 올랐다. 20여 년을 다스렸으나, 상의 아들인 소강에게 살해당한다.
- 소강(小康) : 상이 죽었을 때 임신한 상태였던 상의 왕비는 자신의 친정인 유잉(有仍)으로 피신하여 아들을 낳았으니, 이가 바로 소강이다. 소강은 아직도 남아 있던 하나라의 유신들에게 보살핌을 받았으며, 성인이 되고나서 군사를 일으켜 한착을 죽이고 하나라의 왕실을 복구한다.
- 저(杼)
- 괴(槐)
- 망(芒)
- 설(泄)
- 불강(不降)
- 경(扃)
- 근(厪)
- 공갑(孔甲)
- 고(皐)
- 발(發)
- 걸(桀) : 포악하고 사치를 즐기던 하나라의 마지막 군주. 상나라의 주왕과 함께 최악의 폭군으로 부른다. 이윤의 간언을 무시하고 국정을 제멋대로 하다가 상나라의 시조인 탕왕에게 패하여 목숨을 잃는다.

| 대수                                      | 일명                                                                  | 성명 | 재위기간 | 비고 |
| ----------------------------------------- | --------------------------------------------------------------------- | --- | --- | --- |
| 1 2 3 4 5 6 7 8 9 10 11 12 13 14 15 16 17 | - 태강(太康) 중강(中康) - 소강(少康) - 윤갑(胤甲) 공갑(孔甲) - 걸(桀) | 우(禹) 계(启) 강(康)? 강(康)? 상(相) 한착(寒浞) 강(康)? 저(杼) 괴(槐) 망(芒) 설(泄) 불강(不降) 경(扃) 근(廑) ?? 고(皋) 발(發) 이계(履癸) | 기원전 2070년경 ~ 기원전 2033년(37년), 기원전 2030년 ~ 기원전 2022년(8년) 기원전 2019년 ~ 기원전 2003년(16년) 기원전 1999년 ~ 기원전 1995년(4년) 기원전 1993년 ~ 기원전 1986년(7년) 기원전 1984년 ~ 기원전 1956년(28년) 기원전 1956년 ~ 기원전 1916년(40년) 기원전 1916년 ~ 기원전 1895년(21년) 기원전 1893년 ~ 기원전 1876년(17년) 기원전 1874년 ~ 기원전 1830년(44년) 기원전 1830년 ~ 기원전 1772년(58년) 기원전 1771년 ~ 기원전 1746년(25년) 기원전 1743년 ~ 기원전 1684년(59년) 기원전 1684년 ~ 기원전 1666년(18년) 기원전 1663년 ~ 기원전 1655년(8년) 기원전 1653년 ~ 기원전 1644년(9년) 기원전 1642년 ~ 기원전 1639년(3년) 기원전 1637년 ~ 기원전 1630년(7년) 기원전 1630년 ~ 기원전 1600년)(31년) | 곤(鯀)의 아들, 건국왕 우(禹)의 아들 계(啟)의 아들, 반란에 의해 쫒겨남 태강(太康)의 동생 중강(中康)의 아들 왕위를 찬탈 상(相)의 아들, 중흥함 소강(少康)의 아들 저(杼)의 아들 괴(槐)의 아들 망(芒)의 아들 설(泄)의 아들 강(降)의 동생 경(扃)의 아들 강(降)의 아들, 근(廑)의 종형제 공갑(孔甲)의 아들 고(皐)의 아들 발(發)의 아들, 멸망 |

## 연구 및 논란
예전에는 하나라의 실재성을 확실히 보장하는 고고학상의 발견이 없고 전설상의 왕조로 여겼지만 사기 등의 중국의 많은 고대 사서에 등장하고, 얼리터우 문화를 하나라의 유산이라고 여겨 실존했다고 보기도 한다. 탄소 14연대 측정법에 의해 허난성 옌스시 얼리터우 촌의 얼리터우 유적이나 허난 성 신미시의 신자이 유적 등에 흔적이 있는 얼리터우 문화가 하나라의 연대와 거의 일치한다.
중국 고고학회는 얼리터우 문화 1기부터 3기까지는 확대기에, 4기는 쇠퇴기로 정의하여, 1기부터 2기까지가 하 왕조, 3기 이후에는 상나라로 접어든다고 추정했다. 중국 학자들은 하나라가 얼리터우 문화와 연관되었다고 주장하면서도 그 가운데 어떤 것이 하나라 유적인지 판별하지 못하고 있다. 참고로 이와 관련된 국내 연구서로는 `中國 夏王朝에 대한 簡略한 理解(2004)` 등이 있다.

## 같이 보기
- 하상주단대공정
- 화하족(華夏族)

## 참고 문헌 및 링크
- 사마천, 《사기》「하본기」, 중국 한나라
- 中國 夏王朝에 대한 簡略한 理解, 현대기획, 2004.